# Oksana Schyschkowa
Oksana Walerijiwna Schyschkowa (ukrainisch Оксана Валеріївна Шишкова; * 10. Juni 1991 in Charkiw) ist eine ukrainische sehbehinderte Langläuferin und Biathletin. Sie hat 2010, 2014, 2018 und 2022 an den Winter-Paralympics teilgenommen.

## Karriere
Oksana gab ihr Paralympics-Debüt bei den Winter-Paralympics 2010, sie gewann jedoch keine Medaillen. Bei den Winter-Paralympics 2014 gewann sie gemeinsam mit ihrem sehenden Begleitläufer Lada Nesterenko vier Bronzemedaillen, darunter drei bei den Biathlon-Wettkämpfen und eine Einzelmedaille beim Langlauf. Sie holte sich ihre erste Goldmedaille im Rahmen der Winter-Paralympics 2018 in Pyeongchang beim 10-km-Biathlon. Sie gewann während der Winter-Paralympics 2018 eine weitere Goldmedaille in der Staffel, drei Silbermedaillen und eine Bronzemedaille. Bei den Winter-Paralympics 2022 erreichte sie drei Goldmedaillen und zwei Silbermedaillen.
Erstmals 2011 trat sie im russischen Chanty-Mansijsk bei den Nordischen Skiweltmeisterschaften der Behinderten an und gewann vier Silbermedaillen, 2013 in Sollefteå in Schweden war es eine Bronzemedaille. In Cable im US-Bundesstaat Wisconsin holte sie 2015 dreimal Silber und einmal Bronze. Erstmals Weltmeisterin wurde Oksana 2017 in Finsterau in Deutschland. Sie gewann den Biathlon auf der Sprint- und Langdistanz sowie die Langlauf-Mitteldistanz. Dazu noch Silber auf der Biathlon-Mitteldistanz, im Langlauf-Sprint und auf der Langstrecke. 2019 im kanadischen Prince George waren es eine Gold- und fünf Silbermedaillen. Die Weltmeisterschaften 2023 in Östersund in Schweden beendete Oksana Schyschkowa mit Silber im 10-km-Biathlon und Bronze im 10-km-Langlauf.